# 三浦嶺
三浦 嶺（みうら りょう、1990年11月17日 - ）は、日本の元ラグビーユニオン選手。

## プロフィール
- 東京都八王子市出身。
- 現役時代のポジションはフッカー(HO)。
- 身長 178cm、体重 100kg
- ニックネームはリョウ。
- 双子兄弟の豪もラグビー選手[1]（現・NTTドコモレッドハリケーンズ大阪）。

## 来歴
小学5年生からラグビーを始めた。
2009年、成蹊高校卒業後、成蹊大学に入学する。
2012年、成蹊大学ラグビー部の副将に就任した。
2013年、成蹊大学卒業後、NTTコミュニケーションズシャイニングアークスに加入。同年9月15日に行われたジャパンラグビートップリーグ第3節の豊田自動織機シャトルズ戦に先発出場で公式戦初出場を果たした。
2022年7月、NTT再編に伴う新チーム浦安D-Rocks選手スコッドに選ばれた。
2024年、現役を引退した。